# Iomoides glabrus
Iomoides glabrus är en mångfotingart som beskrevs av Loomis 1934. Iomoides glabrus ingår i släktet Iomoides och familjen fingerdubbelfotingar. Inga underarter finns listade i Catalogue of Life.